# Междурєченське сільське поселення (Кольський район)
Ме́ждуре́ченське сільське посе́лення (рос. Междуреченское сельское поселение) — адміністративне утворення у складі Кольського району Мурманської області, Росія.

## Склад
До складу поселення входять такі населені пункти:
| Населений пункт | Населення, осіб (2010) |
| --------------- | ---------------------- |
| Кілп'явр        | 884                    |
| Междуреч'є      | 975                    |
| Мінькіно        | 433                    |
| Мішуково        | 211                    |

| Мурманська область | Це незавершена стаття про Мурманську область. Ви можете допомогти проєкту, виправивши або дописавши її. |